# Sindrome di Klippel-Feil

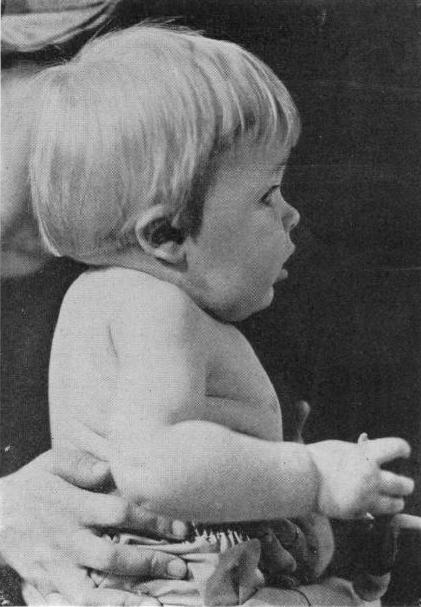

Per sindrome di Klippel-Feil  in campo medico si intende un raro disturbo dell'apparato locomotore con tipiche manifestazioni.

## Storia
I primi studiosi che notarono le caratteristiche di tale sindrome furono descritte per la prima volta da Victor Albrecht von Haller (1708-1777) nel 1743 e successivamente lo stesso fece l'italiano Giovanni Battista Morgagni (1682-1771) nel 1746, mentre la datazione certa della sua denominazione è del 1912 grazie a André Feil e Maurice Klippel.

## Epidemiologia
Diffusa nella maggior parte dei casi nel sesso femminile l'incidenza è stata calcolata in 1 su 50 000 persone.

## Tipologia
Esistono 3 forme tutte con diverse manifestazioni.

## Esami
Si utilizza una radiografia cervicale.

## Sintomatologia
Fra i sintomi e i segni clinici ritroviamo limitazioni di movimento al collo che risulta più corto del normale, per la fusione di 2 o più vertebre cervicali. bassa attaccatura dei capelli, atassia, strabismo, scoliosi.
I pazienti con fusione cervicale congenita sono a rischio di lesioni al midollo spinale pertanto devono limitare le proprie attività quotidiane.

## Eziologia
Le cause della sindrome sono dovute ad un difetto dello sviluppo embriologico della segmentazione del cordamesoderma e degli sclerotomi.

## Terapia
Il trattamento chirurgico attraverso la laminectomia si prende in considerazione solo nei casi più gravi, quando il midollo spinale è minacciato da possibili lesioni.